# Allotrichoma alium
Allotrichoma alium är en tvåvingeart som beskrevs av Cresson 1929. Allotrichoma alium ingår i släktet Allotrichoma och familjen vattenflugor. Inga underarter finns listade i Catalogue of Life.